# Xanthochorema bifurcatum
Xanthochorema bifurcatum là một loài Trichoptera thuộc họ Hydrobiosidae. Chúng phân bố ở miền Australasia.